# Cinema segreto
Cinema Segreto è l'esordio della scrittrice fiorentina Domenica Luciani con il quale ha vinto il Premio Bancarellino nel 1997.
Il libro è stato  tradotto in sloveno e in tedesco, lingua in cui ha avuto due ristampe.

## Trama
Marina e Sara sono due cugine dodicenni patite del cinema e il loro sogno è quello di girare un film di successo. Un giorno, nella classe di Sara, viene in visita proprio un regista e, per rispondere a una domanda della ragazza, spiega come girare un film. In seguito, la madre di Sara regala una telecamera al marito, e poi il marito a loro le cugine hanno tutto l'occorrente: una famiglia incredibile (chiamata anche Banda delle Esse perché la madre di Sara ha dato a tutti i figli un nome che inizia con la lettera S.) e un'ottima fantasia. I titoli dei loro film sono titoli di film molto famosi che però non hanno il significato originale ma un significato riferito ai fatti ripresi dalle cugine.
Nel libro si notano molte scene stravaganti dovute a equivoci, incidenti capitati nel modo sbagliato e altre trovate comiche.

### I "film" di Marina e Sara
La Bella e la Bestia
Marina invita Rudolf, il suo amore "predestinato", a un appuntamento a casa sua. Rudolf si presenta con la cassetta della Bella e la Bestia, appena stavano per iniziare a vedere la cassetta arriva una donna, Marina capisce che Rudolf ha accettato l'invito per stare con lei e scappa a casa della cugina, che invece è nascosta e continua a riprendere la scena. La donna, imbarazzata e indignata, dà uno schiaffo a Rudolf e se ne va. Lui si ubriaca e il film si conclude con Rudolf che dorme.
- il titolo del film è dovuto al pensiero delle cugine che Rudolf è una bestia nei confronti di Marina

Viaggio al centro della Terra
La storia comincia con una lite all'ora di pranzo tra Seba e Susanna. Dopo la lite Susanna non parla più con nessun membro della famiglia. Sara, capendo che la sorella ha in mente qualcosa, decide di origliare le sue telefonate scoprendo così che lei vuole scappare di casa. Con l'aiuto di Marina riesce a elaborare un piano per far fallire la fuga: avvertendo il padre delle intenzioni di Susanna. Anche se le cugine si sono preparate, il giorno della partenza le uniche scene riprese sono quelle dell'uscita di Susanna e del padre (che la segue) e quelle del loro ritorno. Sandro racconta che Susanna ha tentato l'autostop diverse volte prima di accorgersi di essere seguita. I due si sono rincorsi finché lei ha cercato rifugio in un tombino, ma, soffrendo di claustrofobia, non ha resistito a lungo e ha chiesto aiuto. Poi tornano a casa, lasciando lo zaino fuori dalla porta perché Marina e Sara l'avevano riempito con un composto a base di uova che era marcito e puzzava notevolmente.
- Questo titolo è dovuto al fatto che Susanna cade in un tombino, "viaggiando" così verso le profondità della Terra.

Il paradiso può attendere
Simone da un po' di tempo si comporta in modo strano: non gioca più, risponde male ed è sempre imbronciato. La madre chiama il medico di famiglia che però non capisce cos'ha. Marina e Sara allora cercano di scoprirlo a modo loro e frugano nella camera trovando un diario in cui Simone dichiara di voler diventare santo e per questo sta espiando i peccati di tutta la famiglia. Sara allora riprende Marina travestita da santo nella doccia del bagno di quest'ultima, creando l'effetto di una visione celestiale. Una sera la infilano nel videoregistratore in camera del bambino, facendogli credere di aver avuto un messaggio da parte di Sant'Alò (che prima morì e poi si ammalò), che gli chiedeva di smetterla con le espiazioni. Il bambino, convinto da quella che credeva una visione, ritorna allegro come prima.
- Il titolo si riferisce al fatto che il paradiso, che Simone voleva conquistare con le sue espiazioni, può attendere se per essere raggiunto deve rendere infelice il bambino.

Terminator
Sandro da qualche tempo viene perseguitato da una fanatica dei roditori, Giuseppina Cariello, che ha piantato le tende nel suo studio veterinario assillandolo con domande sui suoi criceti. Marina e Sara decidono d'intervenire, ma scoprono che la donna ha disturbi psichici e la sua reazione potrebbe essere imprevedibile. Così decidono di invitare la donna a casa loro per convincerla che Sandro soffra di una sindrome (inventata) nota come Gattantropia, cioè è una specie di lupo mannaro in forma di gatto. La donna scappa orripilata e incontra Rudolf con un grosso pacco contenente yogurt da mangiare con i corn-flakes, ma la donna crede che contenga topi che Sandro mangerà con i cereali e fugge una volta per tutte.
- Il titolo è riferito al soprannome che Rudolf aveva dato a Sandro in quel periodo.

Via col vento
Sara è in vacanza con la sua famiglia e qui conosce Serena, una ragazza simpatica ma bruttina, che ha una cotta per Seba, che non la considera. Così Sara e Marina decidono di organizzare un piano per aiutarla a conquistarlo, ma Seba nel frattempo si è preso una cotta per una modella che invita a cena in un lussuoso ristorante. Nel frattempo le vacanze di Serena stanno per finire e le due cugine decidono di fare una "visitina" a "Jessica" e scoprono che in realtà è pelata, senza denti e con il reggiseno imbottito. Le due fanno vedere la cassetta a Seba che capisce la verità su Jessica (vero nome: Carmela Pernacchio). Questo contribuisce a aiutare Serena, che in seguito si fidanza con Seba.
- Il titolo è dovuto a una figuraccia fatta da Jessica sulla spiaggia, perché la sua parrucca vola via a causa del vento forte.

Jurassic Park
La mamma da un po' di tempo si comporta in modo strano. Organizza le uscite ai figli, tutte lo stesso giorno cioè l'ultimo fine settimana di ottobre. Marina e Sara sono molto sospettose, poiché la madre solitamente non permette ai figli di fare uscite prolungate, così indagano e scoprono che ha organizzato una festa di Halloween a cui ha invitato tutti i suoi amici snob ma non i figli e la sorella perché ritiene che siano rozzi e le possano rovinare la reputazione. Allora le due, per vendicarsi, decidono di invitare di nascosto Rudolf, che in quanto a finezze lascia molto a desiderare. La festa è tutto un susseguirsi di figuracce ed equivoci, tra cui anche il fatto che un'anziana contessa russa invitata alla festa si innamora di Rudolf. Alla fine Rudolf viene cacciato, ma le cugine sono soddisfatte: la festa è stata un vero fiasco e tutti gli amici della madre sono arrabbiati con lei.
- Il titolo si riferisce al fatto che Rudolf aveva definito la festa "una festa del cavolo" dove si ascolta "musica dell'età della pietra".

La storia infinita
Marina e Sara alla fine sono state scoperte e i genitori le puniscono impedendo loro di rivedersi. L'ultimo dell'anno però vengono lasciate a casa da sole e, dato che abitano nello stesso condominio, si rincontrano e decidono di girare un ultimo film. Il film viene visto da tutta la famiglia, a cui viene rimproverata la punizione poiché molti dei loro problemi erano stati risolti grazie a quei film. Le ragazze si rivedono, ma le cassette vengono requisite e nessuno sa che fine abbiano fatto.

### I protagonisti

#### Famiglia di Sara o Banda delle Esse
- Sandro Sironi (padre veterinario. Secondo Rudolf, con un paio di occhiali da sole, sembra Schwarzenegger in Terminator)
- Silvia Sironi (madre snob. Somiglia a Morticia della Famiglia Addams)
- Susanna Sironi (figlia maggiore (16) che sogna di fare la vagabonda. Somiglia a Sharon Stone)
- Sebastiano Sironi (figlio maggiore (15) patito dell'heavy metal. Secondo se stesso e Serena ha un che di Christopher Lambert)
- Sara Sironi (figlia minore (12) patita del cinema e narratrice della storia. Secondo Serena somiglia a Jodie Foster)
- Simone Sironi (figlio minore (8) che vuole diventare prima prete, poi santo)
- Silvestro Sironi (gatto di casa. A differenza del gatto Silvestro che dà la caccia a Titti e Silvestro)

#### Famiglia di Marina
- Marcello Melli (padre poliziotto)
- Marta Melli (madre aspirante snob, sorella di Silvia Sironi)
- Marina Melli (unica figlia (12), compagna di avventure di Sara)

#### Altri
- Aleandro Sorbetti Rispoli (pediatra, somiglia in una maniera impressionante al mostro di Frankenstein)
- Rudolf Nabokov (adolescente ubriacone, migliore amico di Seba, amore segreto di Marina ed ex di Susanna (si rimetteranno insieme durante la storia). Somiglia al replicante biondo di Blade Runner)
- Serena Bianchi (detta Biancaneve o Moby Dick per il fatto che è bianca come un fantasma. Durante la storia si fidanzerà con Seba, il suo amore segreto)
- Giuseppina Cariello (detta Scrofa per via della sua associazione (Società Criceti Roditori Ovvero Fragili Animalini) perseguita Sandro Sironi con le sue storie sui roditori. Somiglia a Miss Piggy dei Muppets)
- Carmela Pernacchio (modella di cui si innamora Seba, detta Jessica per la sua somiglianza con Jessica Rabbit)
- Massimo Secchi (bagnino innamorato di Susanna. Somiglia a Sylvester Stallone)
- Alessandra Popova (contessa russa, altra fan di Rudolf)

### Edizioni
- Domenica Luciani, Cinema segreto, illustrazioni di Roberto Luciani, collana GRU, n. 19, Firenze-Milano, Giunti, 1996,  p. 190, SBN LO10399113.